# Araras
Araras város Brazíliában, São Paulo államban. Lakosainak száma 130 866 fő (2022). Araras Conchal, Cordeirópolis, Corumbataí, Engenheiro Coelho, Leme, Limeira, Mogi Guaçu, Rio Claro és Santa Gertrudes községekkel határos.

## Népesség
A település népességének változása:
| Lakosok száma | 104 196 | 118 843 | 128 895 | 135 506 | 136 739 | 130 866 |
|               | 2000    | 2010    | 2015    | 2020    | 2021    | 2022    |